# Pergalumna aokii
Pergalumna aokii är en kvalsterart som beskrevs av Nakatamari 1982. Pergalumna aokii ingår i släktet Pergalumna och familjen Galumnidae. Inga underarter finns listade i Catalogue of Life.